# Martinskirche (Kirchentellinsfurt)

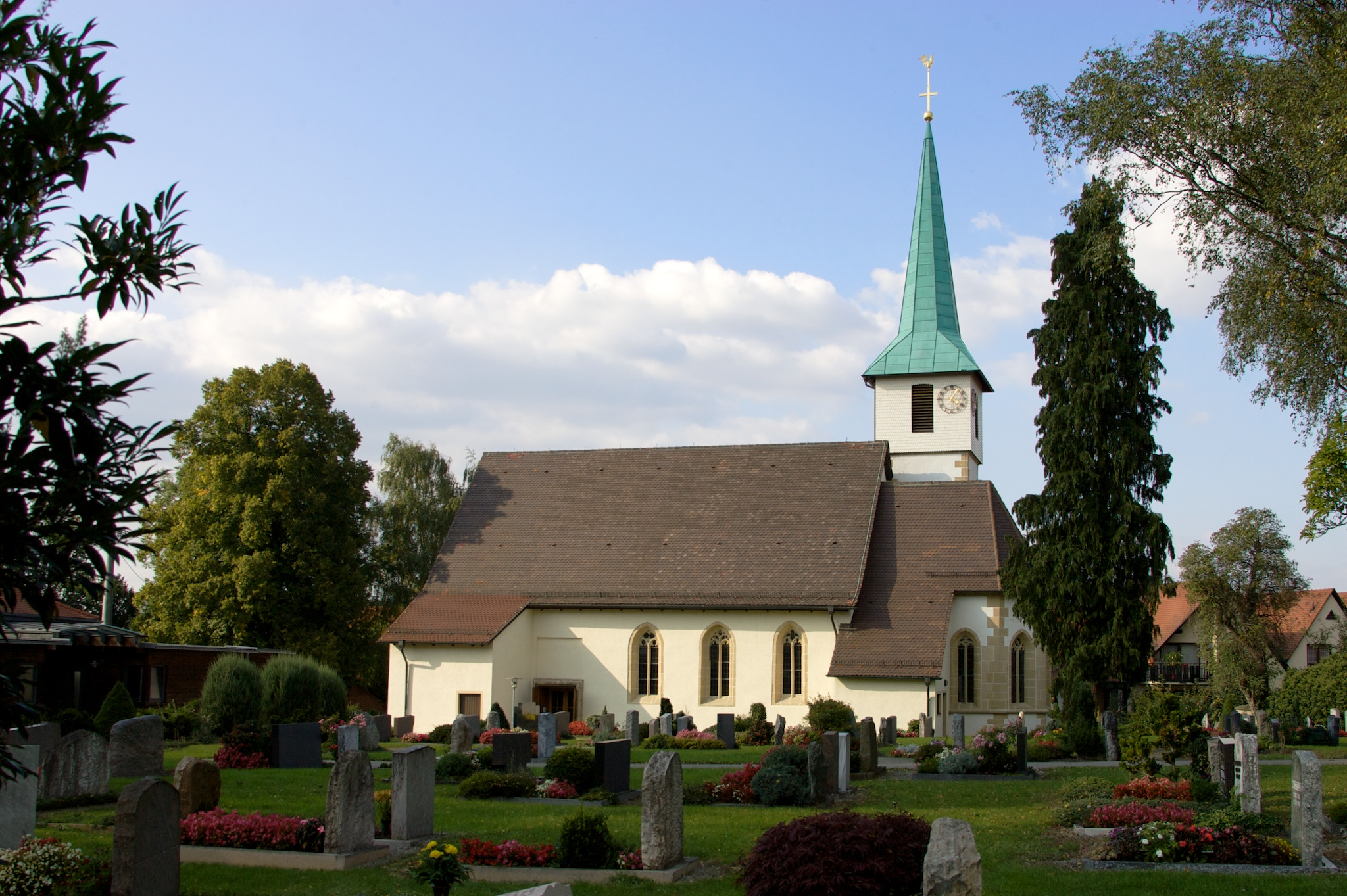
Kirchentellinsfurt, Martinskirche

Die evangelische Martinskirche steht in Kirchentellinsfurt, einer Gemeinde im Landkreis Tübingen in Baden-Württemberg. Die Pfarrkirche gehört zum Kirchenbezirk Tübingen der Evangelischen Landeskirche in Württemberg. Das Bauwerk ist beim Landesamt für Denkmalpflege Baden-Württemberg als Baudenkmal eingetragen.

## Beschreibung
Die im 16. Jahrhundert gebaute spätgotische Saalkirche besteht aus einem Langhaus, einem eingezogenen, dreiseitig geschlossenen Chor im Osten, einem Chorflankenturm an der Nordwand und der Sakristei an der Südwand des Chors. 1956 wurde das Langhaus erweitert, und der Chorflankenturm, dessen oberstes Geschoss die Turmuhr und den Glockenstuhl mit vier Kirchenglocken beherbergt, erhielt einen hohen spitzen Helm.
Der Innenraum des Langhauses ist mit einem Tonnengewölbe überspannt. Die Orgel auf der Empore wurde 1971 als Opus 77 von Richard Rensch gebaut.